# Suderbys hällar
Suderbys hällar este o arie protejată (arie specială de conservare — SAC, sit de importanță comunitară — SCI) din Suedia întinsă pe o suprafață de 16,8 ha, integral pe uscat.

## Localizare
Centrul sitului Suderbys hällar este situat la coordonatele 57°37′51″N 18°22′07″E / 57.6309°N 18.3685°E.

## Înființare
Situl Suderbys hällar a fost declarat sit de importanță comunitară în august 2015 pentru a proteja un număr necunoscut de specii din flora spontană și fauna sălbatică aflate în arealul zonei. Situl a fost protejat și ca arie specială de conservare în octombrie 2021.

## Biodiversitate
Situată în ecoregiunea boreală, aria protejată conține 3 habitate naturale: Lespezi calcaroase, Taiga vestică, Alvar nordic și șisturi calcaroase precambriene.
La baza desemnării sitului se află un număr nedeclarat de specii protejate.